# Ziemskie dziewczyny są łatwe
Ziemskie dziewczyny są łatwe (ang. Earth Girls Are Easy) – film komediowy z 1988 roku

## Opis fabuły
Piękna Valerie, pracownica salonu piękności odpoczywa w basenie, kiedy przed jej domem ląduje statek kosmiczny. Wychodzą z niego trzej przybysze z innej planety, którzy przypominają nieco ludzi.

## Główne role
- Geena Davis – Valerie
- Jeff Goldblum – Mac
- Jim Carrey – Wiploc
- Damon Wayans – Zeebo
- Julie Brown – Candy (Cukiereczek)
- Michael McKean – Woody
- Charles Rocket – Ted
- Larry Linville – dr Bob
- Rick Overton – dr Rick
- Diane Stilwell – Robin
- Adrian Zachert – Robin #2